# José María Forqué
José María Forqué Galindo (Saragozza, 8 marzo 1923 – Madrid, 17 marzo 1995) è stato un regista e sceneggiatore spagnolo.
Viene considerato come uno fra le personalità più importanti nel campo del cinema commerciale spagnolo.

## Biografia
Dopo aver iniziato a studiare architettura, a vent'anni si dedica al cinema, prima come assistente alla regia, per poi esordire nel 1951 con la pellicola Maria Morena.
Dopo un'attività prevalentemente di cinema impegnato, agli inizi degli anni sessanta si dedica al cinema commerciale, soprattutto film d'azione. Ha girato, sempre in questo periodo, una sorta di rifacimento de I soliti ignoti, dal titolo Atraco a las tres. 
Gli anni settanta lo portano a un cinema più estremo, anche erotico (nel film La donna della calda terra).
Nel 1994 ha ricevuto il Premio Goya alla carriera.

## Filmografia
- Niebla y sol (1951)
- María Morena, co-regia di Pedro Lazaga (1952)
- El diablo toca la flauta (1953)
- Un día perdido (1955)
- La legión del silencio, co-regia di José Antonio Nieves Conde (1956)
- I dannati e l'inferno (Embajadores en el Infierno) (1956)
- Il bandito di Sierra Morena (Amanecer en Puerta Oscura) (1957)
- La noche y el alba (1958)
- Un hecho violento (1959)
- De espaldas a la puerta (1959)
- Margherita e la strana famiglia (Maribel y la extraña familia) (1960)
- 091 Policía al habla (1960)
- Usted puede ser un asesino (1961)
- Buscando a Mónica (1962)
- Accidente 703 (1962)
- Atraco a las tres (1962)
- La becerrada (1963)
- El juego de la verdad (1963)
- Tengo 17 años (1964)
- Casi un caballero (1964)
- Vacaciones para Ivette (1964)
- Umorismo in nero, co-regia di Claude Autant-Lara e Giancarlo Zagni (1965) - (episodio "La Mandrilla - Miss Wilma")
- Baleari operazione Oro (Zarabanda Bing Bing) (1966)
- Las viudas, co-regia di Julio Coll e Pedro Lazaga (1966) - (episodio "El Retrato de Regino")
- Un millón en la basura (1967)
- Yo he visto a la muerte (1967)
- Las que tienen que servir (1967)
- Calda e... infedele (Un diablo bajo la almohada) (1968)
- Dame un poco de amooor...! (1968)
- La vil seducción (1968)
- Pecados conyugales (1969)
- Estudio amueblado 2.P. (1969)
- El monumento (1970)
- La volpe dalla coda di velluto (El ojo del huracán) (1971)
- La cera virgen (1972)
- El triangulito (1972)
- Erica... un soffio di perversa sessualità (Tarot) (1973)
- Provocazione (No es nada, mamá, sólo un juego) (1974)
- Una pareja... distinta (1974)
- Casa fundada en 1944 (1975)
- Madrid, Costa Fleming (1976)
- Vuelve, querida Nati (1976)
- Juegos de Cama (1976)
- El segundo poder (1976)
- La donna della calda terra (La mujer de la tierra caliente) (1978)
- El canto de la cigarra (1980)
- ¡Qué verde era mi duque! (1980)
- Romanza final (Gayarre) (1986)
- Nexus 2.431 (1994)

## Riconoscimenti
- Mostra internazionale d'arte cinematografica di Venezia
  - 1951 – Candidatura al Leone d'oro per Niebla y sol

- Festival di Cannes
  - 1952 – Candidatura al Grand Prix du Festival per María Morena

- Festival internazionale del cinema di Berlino
  - 1957 – Orso d'argento, gran premio della giuria per Il bandito di Sierra Morena
  - 1957 – Candidatura all'Orso d'oro per Il bandito di Sierra Morena

- Sant Jordi Awards
  - 1960 – Miglior regista spagnolo per Un hecho violento

- Sindicato Nacional del Espectáculo
  - 1956 – Premio speciale per il miglior film per Embajadores en el infierno
  - 1959 – Miglior risultato artistico per De espaldas a la puerta
  - 1960 – Migliore sceneggiatura per 091 Policía al habla (condiviso con Pedro Masó, Antonio Vich e Vicente Coello)
  - 1964 – Miglior regista per Vacaciones para Ivette

- Premio Goya
  - 1995 – Premio Goya alla carriera